# Bamlak Tessema Weyesa
Bamlak Tessema Weyesa  (Adis Abeba, 30 de dezembro de 1980) é um árbitro de futebol. É um árbitro FIFA desde 2009. Foi selecionado para apitar na Copa do Mundo FIFA de 2018.